# イヴェリア (イッポリトフ＝イワノフ)
組曲『イヴェリア』（露: Иверия）作品42はミハイル・イッポリトフ＝イワノフが作曲した管弦楽曲。4曲から成る。演奏時間は約20分。

## 概要
イッポリトフ＝イワノフの管弦楽組曲第2番であり、代表作である『コーカサスの風景』の続編として作曲された。『コーカサスの風景』の初演（1895年）後、直ちに作曲に取り掛かり、翌年までにおおよその形が整えられたと考えられている。その後、10年を経て完成され、1906年にモスクワで初演された。出版された楽譜には、副題として『コーカサスの風景第2番』と記されている。曲名であるイヴェリア（Иверия,Iveria または イベリア Иберия,Iberia）はグルジア地方の古称。

## 編成
ピッコロ、フルート2、オーボエ2、コーラングレ、クラリネット2、ファゴット2、ホルン4、トランペット2、トロンボーン2、バストロンボーン、チューバ、ティンパニ、東洋風ピッコロ・ティンパニ、バスドラム、スネアドラム、東洋風太鼓、ダイラ、シンバル、タンブリン、トライアングル、ハープ、弦五部

## 曲の構成
第1曲「導入部 - ケテヴァナ王女の嘆き」（露: Вступление.Плач царевны Кетеваны）
ラルゴ。4分の4拍子。冒頭、ファゴットとチェロで東洋的かつ悲痛なメロディが奏される。ついでクラリネット、ホルン、フルートなどがこれに加わり、弦がピッツィカートやトレモロで伴奏し、悲劇的雰囲気を高める。終始、一貫した雰囲気のまま最後は弦のピッツィカートで静かに終わる。
第2曲「子守歌」（露: Колыбельная песня）
アレグレット。8分の6拍子。オーボエが穏やかな下降旋律を奏しハープなどが伴奏する。ついでフルート、クラリネットなどでチャイコフスキーのバレエ『くるみ割り人形』の「アラビアの踊り」でも使われたグルジアの子守歌が奏される。
第3曲「レズギンカ」（露: Лезгинка）
8分の6拍子、ラルゲットの導入部ではオーボエで民謡風のメロディが奏される。4分の2拍子、アレグレットに始まる主部では、ダイラなど民族打楽器が大活躍し、最後はプレストとなり一気呵成に曲を終える。
第4曲「グルジア行進曲」（露: Грузинский марш）
アレグロ・マルツィアーレ。4分の4拍子。三部形式。「グルジア戦争行進曲」と訳されることも多い。『コーカサスの風景』の終曲である「酋長の行列」同様、勇壮さと東洋的雰囲気を兼ね備えた行進曲。